# ヘンリー・アキンワンデ
ヘンリー・アキンワンデ（Henry Akinwande、1965年10月12日 - ）は、イギリスのプロボクサー。ロンドン出身。元WBO世界ヘビー級王者。

## 来歴
1989年10月4日、イギリス・ロンドンでプロデビュー。
1993年3月18日、コモンウェルスイギリス連邦ヘビー級王座獲得。5月1日にはヨーロッパヘビー級王座獲得。
1996年6月29日、空位のWBO世界ヘビー級王座をジェレミー・ウィリアムスと争い、3回TKO勝ちで獲得。2度防衛後返上。
1997年7月12日、レノックス・ルイスの持つWBC世界ヘビー級王座に挑戦するが、5回失格負け。
2000年12月8日、空位のWBC中米カリブ (WBC FECARBOX) ヘビー級王座獲得。
2001年3月17日、WBCインターナショナルヘビー級王座獲得。
2004年4月10日、IBFインターコンチネンタルヘビー級王座獲得。